# Pistil

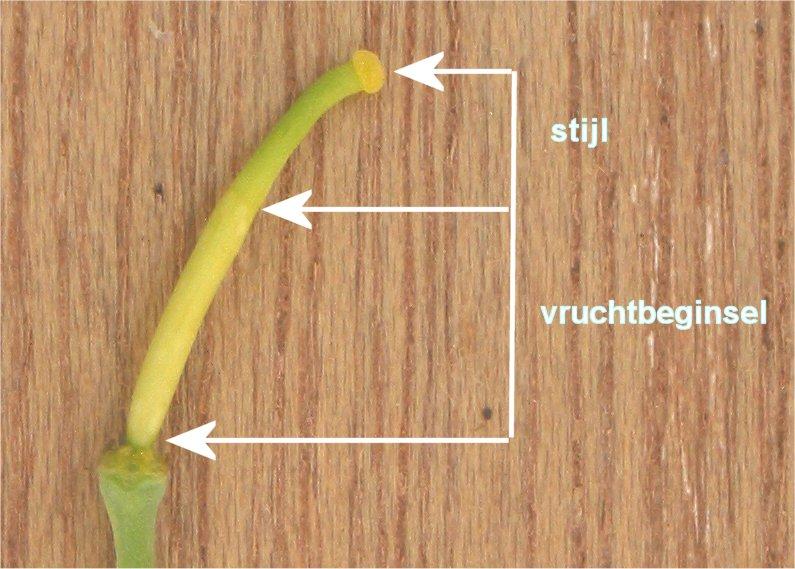
Pistil de varză (Brassica oleracea).

Pistilul este organul feminin de reproducere al plantelor spermatofite, format din ovar, stil și stigmat. Se mai numește și gineceu. Pistilul este format dintr-o parte umflată numită ovar, în care se găsește ovulul. La unele plante (de exemplu la rapiță, mazăre, lalea etc.), în ovar sunt mai multe ovule. În ovule se găsesc celule sexuate femeiești. Ovarul se continuă cu un fir subțire numit stil, care se lățește spre vârf, formând stigmatul lipicios.                                                                

## Legături externe
Materiale media legate de Pistil la Wikimedia Commons
- „Pistil” la DEX online